# Sonorejo (Sukoharjo)
Sonorejo is een bestuurslaag in het regentschap Sukoharjo van de provincie Midden-Java, Indonesië. Sonorejo telt 4557 inwoners (volkstelling 2010).